# Heliotropium pamparomasense
Heliotropium pamparomasense är en strävbladig växtart som beskrevs av Luebert och Weigend. Heliotropium pamparomasense ingår i Heliotropsläktet som ingår i familjen strävbladiga växter. Inga underarter finns listade i Catalogue of Life.